# Szentendrei járás
A Szentendrei járás Pest vármegyéhez tartozó járás Magyarországon 2013-tól, székhelye Szentendre. Területe 326,58 km², népessége 77 720 fő, népsűrűsége pedig 238 fő/km² volt 2013 elején. 2013. július 15-én négy város (Szentendre, Budakalász, Pomáz és Visegrád) és kilenc község tartozott hozzá.
A Szentendrei járás a járások 1983. évi megszüntetése előtt is létezett, ezen a néven 1940-től, amikor a Pomázi járás székhelyét Szentendrére helyezték és nevét ennek megfelelően módosították. Az 1950-es megyerendezésig Pest-Pilis-Solt-Kiskun vármegyéhez, azután pedig Pest megyéhez tartozott.

## Települései
| Település         | Rang (2013. július 15.) | Közös hivatal | Kistérség (2013. január 1.) | Népesség (2013. január 1.) | Terület (km²) |
| ----------------- | ----------------------- | ------------- | --------------------------- | -------------------------- | ------------- |
| Szentendre        | járásszékhely város     | Szentendre    | Szentendrei                 | 25 274                     | 43,82         |
| Budakalász        | város                   |               | Szentendrei                 | 10 450                     | 15,17         |
| Pomáz             | város                   |               | Szentendrei                 | 16 445                     | 49,03         |
| Visegrád          | város                   |               | Szentendrei                 | 1 795                      | 33,27         |
| Leányfalu         | nagyközség              |               | Szentendrei                 | 3 483                      | 15,37         |
| Csobánka          | község                  |               | Szentendrei                 | 3 178                      | 22,76         |
| Dunabogdány       | község                  |               | Szentendrei                 | 3 113                      | 25,5          |
| Kisoroszi         | község                  | Tahitótfalu   | Szentendrei                 | 946                        | 10,94         |
| Pilisszentkereszt | község                  |               | Szentendrei                 | 2 193                      | 17,21         |
| Pilisszentlászló  | község                  | Szentendre    | Szentendrei                 | 1 193                      | 17,75         |
| Pócsmegyer        | község                  |               | Szentendrei                 | 1 919                      | 13,08         |
| Szigetmonostor    | község                  |               | Szentendrei                 | 2 235                      | 23,51         |
| Tahitótfalu       | község                  | Tahitótfalu   | Szentendrei                 | 5 496                      | 39,17         |

## Története
A Szentendrei járás elődje a Pomázi járás volt, melynek neve 1898-ig Pilisi felső járás volt és a 19. század közepén az addigi Pilisi járás feldarabolásával jött létre.
1940-ben az 1934-ben lecsökkentett területű Pomázi járás székhelyét Pomázról a rég városi ranggal rendelkező, jobb közlekedési helyzetben lévő, a térség tényleges központjává vált Szentendrére helyezték át és elnevezését is ehhez igazították. A járás határai ekkor nem módosultak.
A Szentendrei és a Budakörnyéki járás határát 1949-ben igazították ki a közlekedési lehetőségek figyelembe vételével oly módon, hogy Piliscsaba és Pilisliget (az addigi Klotildliget) az előbbiből az utóbbiba került, míg Üröm megfordítva, a Szentendrei járásba. Ez az elhatárolás azonban csak mintegy másfél évig maradt érvényben.
1950. január 1-jével több más településsel együtt Budapesthez csatolták Békásmegyert, létrehozva Nagy-Budapestet. Az 1950-es megyerendezés folytán februártól a járás Pest-Pilis-Solt-Kiskun vármegye helyett Pest megyéhez tartozott, majd 1950-es járásrendezés során Pilisborosjenőt és Ürömöt elcsatolták a Budakörnyéki helyébe lépett Budai járáshoz. Ezután a járás határai több mint 33 éven át, megszűnéséig nem változtak többé.
1984. január 1-jével új közigazgatási beosztás jött létre Magyarországon. A járások megszűntek és a megyék város- és nagyközségkörnyékekre oszlottak. A Szentendrei járás helyét a Szentendrei városkörnyék vette át. 2013. január 1-től ismét a Szentendrei járás a hivatalos megnevezés, ezzel egy időben Pilisszántó község átkerült a Pilisvörösvári járásba.

### Községei 1940 és 1983 között
Az alábbi táblázat felsorolja a Szentendrei járáshoz tartozott községeket, bemutatva, hogy mikor tartoztak ide, és hogy hova tartoztak megelőzően, illetve később.
A tanácsrendszer első éveiben, 1950 és 1954 között Szentendre jogállása közvetlenül a járási tanács alá rendelt város volt, vagyis a járáshoz tartozott.
| Község            | Mikortól | Honnan                | Meddig | Hova                        |
| ----------------- | -------- | --------------------- | ------ | --------------------------- |
| Békásmegyer       | 1940     | Pomázi járásból       | 1950   | Budapesthez csatolták       |
| Budakalász        | 1940     | Pomázi járásból       | 1983   | Szentendrei városkörnyékhez |
| Csobánka          | 1940     | Pomázi járásból       | 1983   | Szentendrei városkörnyékhez |
| Dunabogdány       | 1940     | Pomázi járásból       | 1983   | Szentendrei városkörnyékhez |
| Kisoroszi         | 1940     | Pomázi járásból       | 1983   | Szentendrei városkörnyékhez |
| Klotildliget      | 1940     | Pomázi járásból       | 1948   | Budakörnyéki járáshoz       |
| Leányfalu         | 1949     | Pócsmegyer határából  | 1983   | Szentendrei városkörnyékhez |
| Pilisborosjenő    | 1940     | Pomázi járásból       | 1950   | Budai járáshoz              |
| Piliscsaba        | 1940     | Pomázi járásból       | 1948   | Budakörnyéki járáshoz       |
| Pilisszántó       | 1940     | Pomázi járásból       | 1983   | Szentendrei városkörnyékhez |
| Pilisszentkereszt | 1940     | Pomázi járásból       | 1983   | Szentendrei városkörnyékhez |
| Pilisszentlászló  | 1940     | Pomázi járásból       | 1983   | Szentendrei városkörnyékhez |
| Pócsmegyer        | 1940     | Pomázi járásból       | 1983   | Szentendrei városkörnyékhez |
| Pomáz             | 1940     | Pomázi járásból       | 1983   | Szentendrei városkörnyékhez |
| Szigetmonostor    | 1940     | Pomázi járásból       | 1983   | Szentendrei városkörnyékhez |
| Tahitótfalu       | 1940     | Pomázi járásból       | 1983   | Szentendrei városkörnyékhez |
| Üröm              | 1949     | Budakörnyéki járásból | 1950   | Budai járáshoz              |
| Visegrád          | 1940     | Pomázi járásból       | 1983   | Szentendrei városkörnyékhez |